# Parkway (California)
Parkway es un lugar designado por el censo ubicado en el condado de Sacramento en el estado estadounidense de California. En el año 2010 tenía una población de 14.670 habitantes.

## Geografía
Parkway se encuentra ubicado en las coordenadas 38°29′57.62″N 121°27′7″O / 38.4993389, -121.45194.